# Ministerstwo Polityki Społecznej
Ministerstwo Polityki Społecznej – ministerstwo powstałe 2 maja 2004, utworzone za rządu Marka Belki. Wydzielone zostało z Ministerstwa gospodarki, pracy i polityki społecznej. Zostało zlikwidowane przez rząd Kazimierza Marcinkiewicza, który politykę społeczną włączył do nowo powstałego Ministerstwa Pracy i Polityki Społecznej.

## Lista ministrów polityki społecznej
- Krzysztof Pater od 2 maja 2004 do 24 listopada 2004
- Izabela Jaruga-Nowacka od 24 listopada 2004 do 31 października 2005

## Wiceministrowie
- sekretarz stanu Cezary Miżejewski;
- sekretarz Stanu, Pełnomocnik do spraw osób niepełnosprawnych Leszek Zieliński
- podsekretarz stanu Rafał Baniak
- podsekretarz Stanu Agnieszka Chłoń-Domińczak

## Siedziba
ul. Nowogrodzka 1/3/5

00-513 Warszawa